# Kirbyana deventeri
Kirbyana deventeri är en insektsart som först beskrevs av George Willis Kirkaldy 1907.  Kirbyana deventeri ingår i släktet Kirbyana och familjen kilstritar. Inga underarter finns listade i Catalogue of Life.